# Zenji
Zenji (jap. 禅師 dosł. mistrz, nauczyciel zen) – japońskie słowo oznaczające mistrza medytacji, wysokiej rangi, zasłużonego mnicha zen.
Słowo to pochodzi od chińskiego chanshi (pol. nauczyciel medytacji). W buddyzmie zen jest to honorowy tytuł nadawany szczególnie znaczącym nauczycielom. Nosili go np. Dōgen Zenji, czy Hakuin Zenji.